# Спілка архітекторів СРСР
Спілка архітекторів СРСР (до 1955 року Спілка радянських архітекторів) — громадська творча організація, що об'єднувала архітекторів та інших спеціалістів, діяльність яких пов'язана з архітектурою. Створена в 1932 році постановою ЦК ВКП(б) «Про перебудову літературно-художніх організацій».
Заснування спілки поклало край творчого розвитку архітектури в СРСР, зокрема завершення періоду блискучого авангардного розвитку. Розпочалося формування державної тоталітарної системи мистецтв, під гаслами штучно створеного напряму — «соціалістичного реалізму». В архітектурі це привело до штучної монументально-ретроспективної орієнтації архітектури й містобудування та суцільного (тоталітарного) контролю над творчістю митців.
Найвищим керівним органом спілки був Всесоюзний з'їзд. Між з'їздами спілкою керували правління та секретаріат. Правлінню підпорядковувалися архітектурний фонд і курси підвищення кваліфікації архітекторів.
До спілки входили спілки архітекторів союзних республік, місцеві спілки і організації автономних республік, країв, областей і міст. У 1983 році спілка нараховувала 16 983 члени.
З розпадом СРСР спілка припинила свою діяльність у 1991 році.